# Intercapital Invest
Intercapital Invest este o companie de brokeraj din România, fondatoare a Bursei de Valori București (BVB).
În anul 2008, Intercapital a obținut venituri totale de 2,1 milioane euro și a fost cea mai mare companie de brokeraj independentă (neafiliată unei bănci) din România după valoarea tranzacțiilor la BVB.
Din februarie 2004, pachetul majoritar de acțiuni al Intercapital Invest este deținut de Fondul Româno-American de Investiții (FRAI).

## Intercapital Investment Management
Din septembrie 2009, Intercapital Invest deține compania SAI Investica Asset Management care este o societate independentă de administrare a investițiilor, având în administrare două fonduri: fondul deschis de investiții Investica Altius și fondul închis de investiții Infinity.
În anul 2010, Investica Asset Management a fost redenumită în Intercapital Investment Management.
În anul 2010, Intercapital Investment Management a lansat trei fonduri de investiții:
- iFond Acțiuni, care este un fond deschis de investiții, cu plasamente de peste 85% în acțiuni emise de companii[5].
- iFond Monetar[5]
- iFond Financial România, care investește 50% din active în acțiuni ale Fondului Proprietatea, iar diferența în acțiuni SIF, BVB, SBX, BRD și ale altor emitenți din sectorul serviciilor financiar-bancare și de investiții[6].

Cifra de afaceri:
- 2009: 0,6 milioane euro[7]
- 2008: 1 milion euro[7]